# Покрет Наша домовина
Покрет Наша домовина (мађ. Mi Hazánk Mozgalom) је политичка странка у Мађарској. Основао ју је председник општине Ашотхалом и бивши потпредседник Јобика, Ласло Тороцкаи, заједно са другим дисидентима Јобика који су га напустили након што се руководство странке удаљило од својих радикалних ставова. На парламентарним изборима 2022. била је трећа по реду с највећим бројем гласова, што је увелико надмашило истраживање јавног мњења.